# Pleea tenuifolia
Espèce
Classification APG III (2009)
Pleea tenuifolia est une espèce de plantes de la famille des tofieldiacées.